# Bludenzer Tage zeitgemäßer Musik
Die Bludenzer Tage zeitgemäßer Musik sind ein internationales Festival zeitgenössischer Musik, das seit 1988 in Bludenz, Österreich, stattfindet. „Im Rahmen des Festivals fanden in den letzten Jahrzehnten rund 200 Uraufführungen statt.“  Ziel des Festivals ist es, zeitgenössische Musik in Bludenz hörbar zu machen.
Kuratoren waren unter anderem Georg Friedrich Haas und Alexander Moosbrugger. Seit 2014 ist die italienische Komponistin Clara Iannotta für das Programm verantwortlich.